# Sverige i olympiska vinterspelen 1994
Sverige vid olympiska vinterspelen 1994.

## Medaljer

### Guld
- Pernilla Wiberg, alpin kombination
- Tre Kronor, ishockey

### Silver
- Marie Lindgren, freestyle

## Trupp
- Alpin skidåkning
  - Kristina Andersson
  - Mats Ericson
  - Thomas Fogdö
  - Erika Hansson
  - Tobias Hellman
  - Patrik Järbyn
  - Ylva Nowén
  - Fredrik Nyberg
  - Titti Rodling
  - Johan Wallner
  - Pernilla Wiberg
- Skidskytte
  - Leif Andersson
  - Per Brandt
  - Helene Dahlberg
  - Catarina Eklund
  - Christina Eklund
  - Ulf Johansson
  - Mikael Löfgren
  - Glenn Olsson
  - Maria Schylander
  - Eva-Karin Westin
- Längdskidåkning
  - Anders Bergström
  - Annika Evaldsson
  - Henrik Forsberg
  - Mathias Fredriksson
  - Anna Frithioff
  - Anna-Lena Fritzon
  - Lis Frost
  - Niklas Jonsson
  - Christer Majbäck
  - Torgny Mogren
  - Antonina Ordina
  - Jan Ottosson
  - Marie-Helene Östlund
- Freestyle
  - Liselotte Johansson
  - Mats Johansson
  - Anders Jonell
  - Marie Lindgren
  - Leif Persson
  - Jörgen Pääjärvi
  - Fredrik Thulin
  - Helena Waller
- Backhoppning
  - Fredrik Johansson
  - Mikael Martinsson
  - Johan Rasmussen
  - Staffan Tällberg
  - Magnus Westman
- Ishockey
  - Målvakter: Håkan Algotsson, Tommy Salo, Michael Sundlöv
  - Backar: Christian Due-Boije, Roger Johansson, Tomas Jonsson, Kenny Jönsson, Leif Rohlin, Fredrik Stillman, Magnus Svensson
  - Anfallare: Jonas Bergqvist, Charles Berglund, Andreas Dackell, Niklas Eriksson, Peter Forsberg, Roger Hansson, Patrik Juhlin, Jörgen Jönsson, Patric Kjellberg, Håkan Loob, Mats Näslund, Daniel Rydmark, Stefan Örnskog
  - Förbundskapten: Curt Lundmark
- Short track
  - Martin Johansson
- Hastighetsåkning på skridskor
  - Per Bengtsson
  - Magnus Enfeldt
  - Jasmin Krohn
  - Hans Markström
  - Jonas Schön
- Bob
  - Hans Byberg
  - Fredrik Gustafsson
  - Jörgen Kruse
  - Lennart Westermark
- Rodel
  - Mikael Holm
  - Anders Söderberg
  - Bengt Walden
  - Hans Kohala
  - Carl-Johan Lindqvist